# Croix Blanche (Eure)
Pour les articles homonymes, voir Croix-Blanche (homonymie).
La Croix Blanche est située sur la commune de Surville dans le département de l’Eure en France.

## Localisation
La croix est située au milieu d’un champ en bordure de la route départementale D 133 à la sortie de Surville en direction du Neubourg.

## Description
La Croix Blanche présente la forme d’une table en pierre fruste mesurant 1,9 m de longueur sur 0,9 m de largeur. Deux gros supports de 0,8 m de hauteur soutiennent cette table, au centre de laquelle on a placé, dans une cavité, une croix qui a été réédifiée en 1882. Selon Léon Coutil, la croix pourrait avoir été dressée à l'emplacement d'un ancien dolmen.

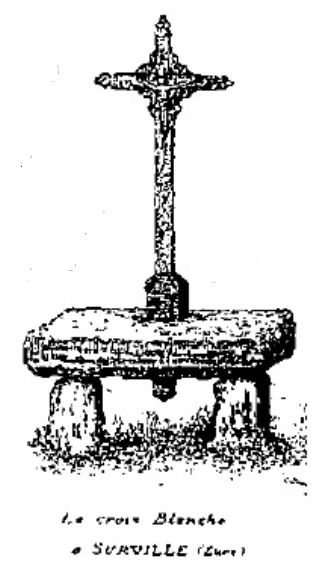
Croix Blanche dessiné par Léon Coutil vers 1918.
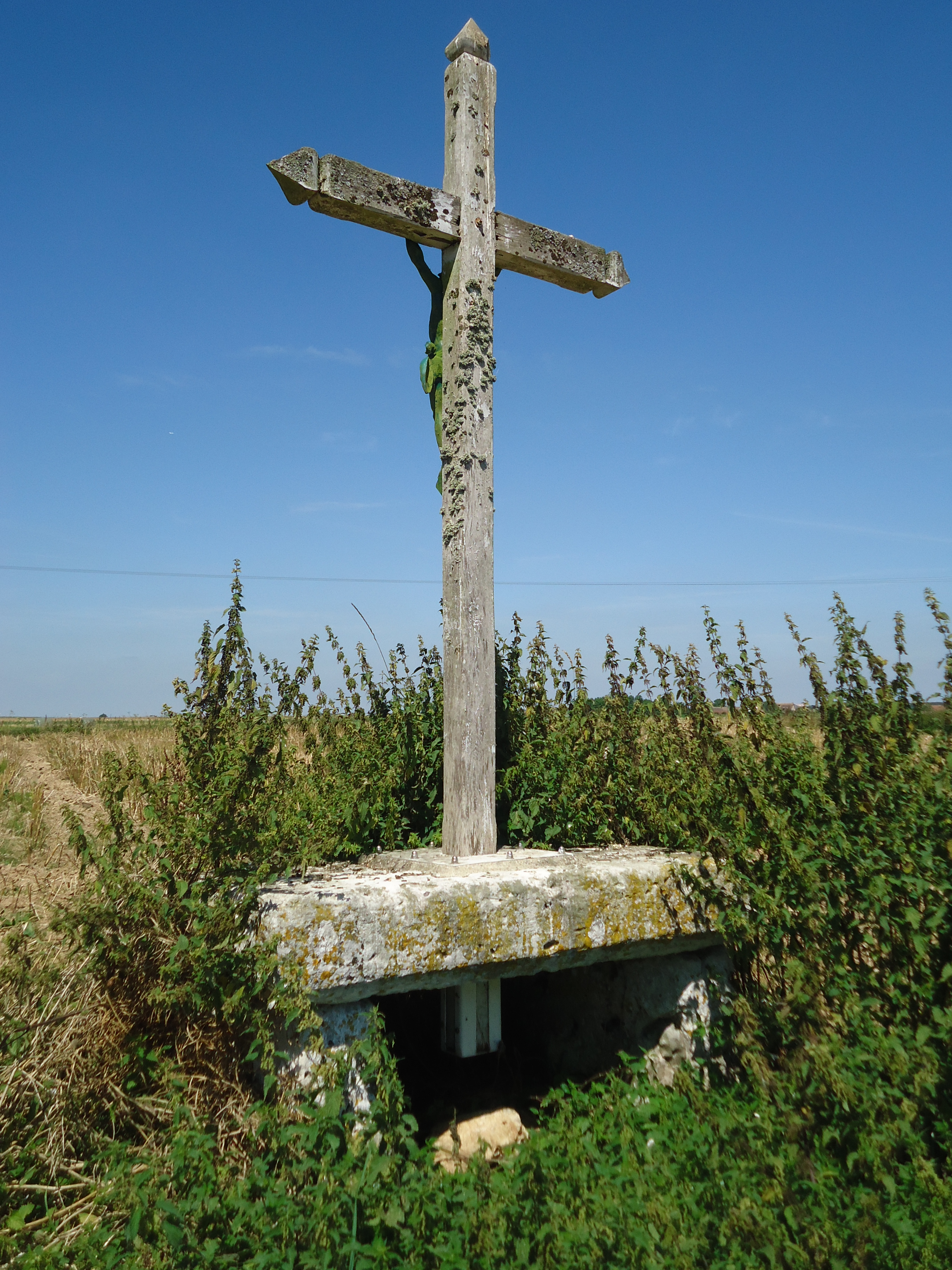
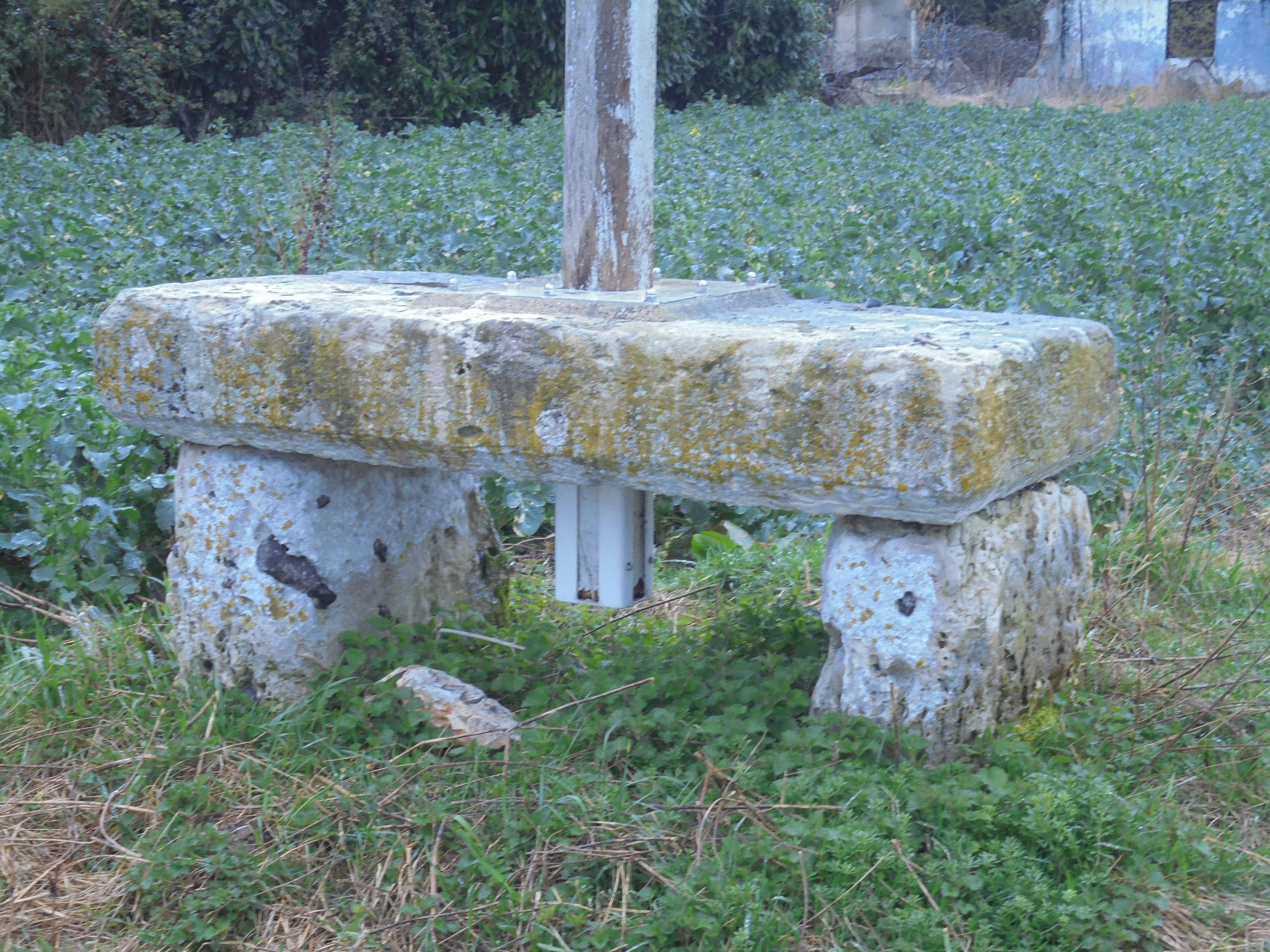
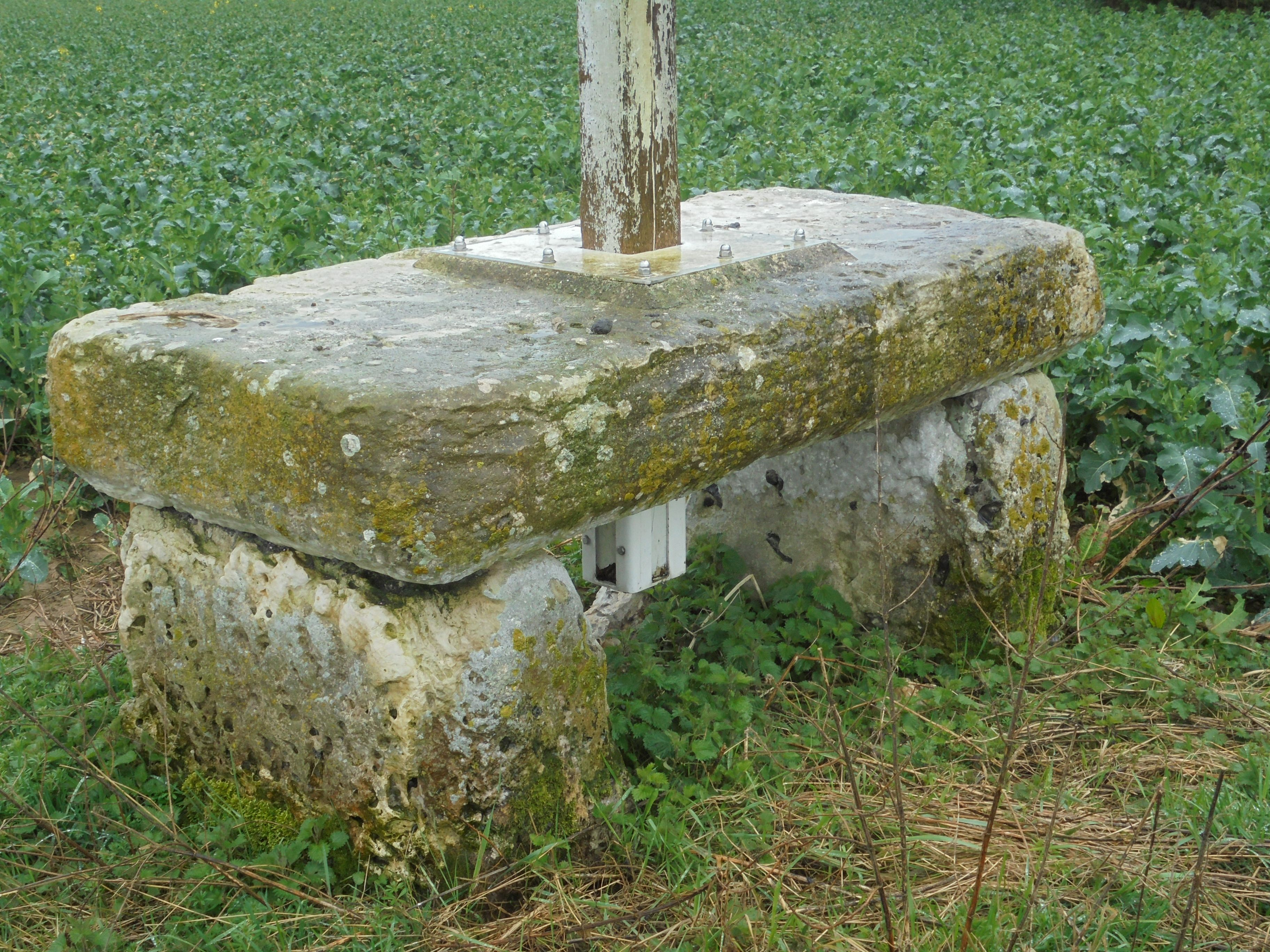